# Thymus majkopiensis
Thymus majkopiensis (чебрець майкопський) — вид рослин родини глухокропивові (Lamiaceae), поширений у Грузії й кавказькій Росії.

## Опис
Листопадний напівкущик. Висота — до 8 см; стовбурці тонкі, пагони довгі, повзучі, безплідні й плодючі; квітконосні стебла відходять від стовбура правильними рядами; запушення під суцвіттями коротке, відігнуте вниз і вдвічі коротше за діаметр стебла.
Листки лінійні, вузьколопатчаті, на краю війчасті до самої верхівки, голі, середня жилка помітка, точкові залозки непомітні. Суцвіття головчаті, приквіткові листки широколанцетні, густо запушені знизу і голі зверху; квітконіжки короткі; чашечка вузькодзвінчаста, знизу запушена, віночок ≈ 5 мм довжиною, ліловий. Плоди — майже кулясті горішки

## Поширення
Поширений у Грузії й кавказькій Росії.
Зростає на скелях і осипи, на кам'янистих схилах, в складі лишайникових пустищ вапнякових масивів.